# Ann Christine Nyström
Ann-Christine Alice Nyström-Silén, född Nyström den 26 juli 1944 i Helsingfors, död den 5 oktober 2022  i Järfälla, Stockholms län, var en finländsk rock-, pop- och schlagersångerska. 
Ann-Christine Nyström var kanske mest känd som Finlands representant i Eurovision Song Contest i Luxemburg år 1966 med låten "Playboy". Ann Christine, eller Anckie, fick sitt stora genombrott 1962 med låten "Kun twistataan", en finsk version av "Let's Twist Again". Året innan hade hon vunnit talangjakten Nuorten tanssihekti med ett femårigt skivkontrakt som första pris. Men hon gav aldrig ut något album, däremot ett 30-tal singlar och EP-skivor under åren 1962–1969. 
Bland hennes största hits märks "See See Rider", "Odota en", "Lalaika", "Pata Pata" och "Liian monta päivää". Även om många idag förknippar henne med schlager var hon egentligen rocksångerska och anses vara Finlands första kvinnliga rockartist. Trots att hon var finlandssvensk gjorde hon alla sina skivor på finska och engelska. Till höjdpunkterna i karriären hörde, förutom ESC 1966, en folkparksturné i Sverige sommaren 1966 tillsammans med Cornelis Vreeswijk och Gunnar Wiklund. 
Nyström arbetade som artist på heltid fram till 1973 då hon hoppade av efter elva år i showbiz. Hon arbetade sedan i bankvärlden i över 30 år. Sedan mitten av 1970-talet var hon bosatt i Stockholm och hade lämnat musiken bakom sig. Hon gjorde trots allt några undantag och uppträdde i det finlandssvenska TV-programmet Schlager på lager 2003 och 2005, och uppträdde också som pausartist i Finlands uttagning till Eurovisionsschlagerfinalen år 2007.
Hon var Vegas sommarpratare i Svenska Yle den 6 juli 2018.
Nyström avled 2022 i Järfälla efter långvarig sjukdom. Hon är gravsatt i minneslunden på Görvälns griftegård.